# 黒野耐
黒野 耐（くろの たえる、1944年（昭和19年） - ）は、日本の軍事史家。陸上自衛官。

## 経歴
愛知県出身。防衛大学校機械工学科（第10期）卒業後、陸上自衛隊入隊。陸上幕僚監部調査部部員、第2特科群長等を経て1999年に陸将補で退官。その後教官として防衛庁防衛研究所に入所、戦史第二部監察官となる。2004年から武蔵野学院大学国際コミュニケーション学部講師。日本国際政治学会評議員。

## 著作等

### 単著
- 『帝国国防方針の研究』総和社、2000年
- 『日本を滅ぼした国防方針』文春新書、2002年
- 『大日本帝国の生存戦略』講談社選書メチエ、2004年
- 『参謀本部と陸軍大学校』講談社現代新書、2004年
- 『「戦争学」概論』講談社現代新書、2005年
- 『「たら」「れば」で読み直す日本近代史』講談社、2006年
  - 『「たられば」の日本戦争史 もし真珠湾攻撃がなかったら』講談社文庫、2011年
- 『帝国陸軍の〈改革と抵抗〉』講談社現代新書、2006年
- 『戦うことを忘れた国家』角川書店、2008年

### 共著
- 『昭和陸海軍の失敗――彼らはなぜ国家を破滅の淵に追いやったのか』半藤一利、秦郁彦、平間洋一、保阪正康,戸髙一成,戸部良一,福田和也共著　文春新書、2007年

### 論考
- 「第二次日英同盟と国防方針」（防衛研究所紀要5(3)、防衛庁防衛研究所、2003年3月）
- 「国家戦略と同盟---日英同盟の教訓」（年報戦略研究1<戦略とは何か>、戦略研究学会編、芙蓉書房出版、2003年12月）
- 「国際関係と同盟--日英同盟の終焉」（武蔵野学院大学日本総合研究所研究紀要5、武蔵野学院大学日本総合研究所、2007年）
- 「アジアには「チェンバレン」がウヨウヨ」（諸君!39(5)、2007年5月）
- 「日米同盟空洞化の危機をどうしのぐか--日英同盟の教訓」（諸君！39(8)、2007年8月）